# Arthur Lowe
Arthur Lowe (Hayfield, 22 settembre 1915 – Birmingham, 15 aprile 1982) è stato un attore britannico.
Attivo a lungo sia al cinema sia in tv, divenne noto soprattutto per il ruolo del capitano George Mainwaring nella sitcom Dad's Army (1968-1977), mai trasmessa in Italia, e per quello di padre Charles, protagonista della sitcom Mi benedica padre. Vinse un premio BAFTA nel 1973 per la parte svolta in O Lucky Man!.

## Filmografia

### Cinema
- London Belongs to Me, regia di Sidney Gilliat (1948)
- Il ragno e la mosca (The Spider and the Fly), regia di Robert Hamer (1949)
- Poet's Pub, regia di Frederick Wilson (1949)
- Sangue blu (Kind Hearts and Coronets), regia di Robert Hamer (1949)
- Stop Press Girl, regia di Michael Barry (1949)
- Floodtide, regia di Frederick Wilson (1949)
- La gabbia d'oro (Cage of Gold), regia di Basil Dearden (1950)
- Final Appointment, regia di Terence Fisher (1954)
- Gilbert Harding Speaking of Murder, regia di Paul Dickson (1954)
- The Mirror and Markheim – cortometraggio (1954)
- Murder Anonymous – cortometraggio (1955)
- One Way Out, regia di Francis Searle (1955)
- Reluctant Bride, regia di Henry Cass (1955)
- Una donna per Joe (The Woman for Joe), regia di George More O'Ferrall (1955)
- Breakaway, regia di Henry Cass (1955)
- Assassino di fiducia (The Green Man), regia di Robert Day (1956)
- Stranger in Town, regia di George Pollock (1957)
- Hour of Decision, regia di C.M. Pennington-Richards (1957)
- Stormy Crossing, regia di C.M. Pennington-Richards (1958)
- The Boy and the Bridge, regia di Kevin McClory (1959)
- Follow That Horse!, regia di Alan Bromly (1960)
- Furto alla banca d'Inghilterra (The Day They Robbed the Bank of England), regia di John Guillermin (1960)
- I cinque ladri d'oro (Go to Blazes), regia di Michael Truman (1962)
- Io sono un campione (This Sporting Life), regia di Lindsay Anderson (1963)
- You Must Be Joking!, regia di Michael Winner (1965)
- Il bus bianco (The White Bus), regia di Lindsay Anderson (1967)
- Se... (if....), regia di Lindsay Anderson (1968)
- Mutazioni (The Bed-Sitting Room), regia di Richard Lester (1969)
- It All Goes to Show – cortometraggio (1969)
- The Rise and Rise of Michael Rimmer, regia di Kevin Billington (1970)
- Frammenti di paura (Fragment of Fear), regia di Richard C. Sarafian (1970)
- Some Will, Some Won't, regia di Duncan Wood (1970)
- Spring and Port Wine, regia di Peter Hammond (1970)
- A Hole Lot of Trouble – cortometraggio (1971)
- William Webb Ellis, Are You Mad? – cortometraggio (1971)
- Dad's Army, regia di Norman Cohen (1971)
- La classe dirigente (The Ruling Class), regia di Peter Medak (1972)
- Niente sesso, siamo inglesi (No Sex Please: We're British), regia di Cliff Owen (1973)
- O Lucky Man!, regia di Lindsay Anderson (1973)
- Oscar insanguinato (Theatre of Blood), regia di Douglas Hickox (1973)
- Man About the House, regia di John Robins (1974)
- Adolf Hitler - My Part in His Downfall, regia di Norman Cohen (1974)
- Le piccanti avventure di Tom Jones (The Bawdy Adventures of Tom Jones), regia di Cliff Owen (1976)
- The Strange Case of the End of Civilization as We Know It, regia di Joseph McGrath (1977)
- Il mistero della signora scomparsa (The Lady Vanishes), regia di Anthony Page (1979)
- Un adorabile canaglia (Sweet William), regia di Claude Whatham (1980)
- Britannia Hospital, regia di Lindsay Anderson (1982)

### Televisione
- To Live in Peace – film TV (1951)
- The Three Musketeers – serie TV, 3 episodi (1954)
- Passage of Arms, regia di David Eadie – film TV (1955)
- The Vale of Shadows, regia di Rudolph Cartier – film TV (1955)
- The Children of the New Forest – serie TV, 1 episodio (1955)
- Adventure Theater – serie TV, 1 episodio (1956)
- The Errol Flynn Theatre – serie TV, episodio 1x01 (1957)
- ITV Play of the Week – serie TV, 3 episodi (1958-1960)
- All Aboard – serie TV, 1 episodio (1958)
- Leave It to Todhunter – serie TV, 1 episodio (1958)
- Glencannon – serie TV, 1 episodio (1959)
- No Hiding Place – serie TV, 2 episodi (1960-1961)
- ITV Television Playhouse – serie TV, 3 episodi (1960-1963)
- Coronation Street – serie TV, 56 episodi (1960-1965)
- Armchair Theatre – serie TV, 5 episodi (1960-1968)
- Sheep's Clothing, regia di David Goddard – film TV (1960)
- The Long Way Home – serie TV, 1 episodio (1960)
- Inside Story – serie TV, 1 episodio (1960)
- Three Live Wires – serie TV, 1 episodio (1961)
- Maigret – serie TV, 1 episodio (1962)
- BBC Sunday-Night Play – serie TV, 1 episodio (1962)
- Z Cars – serie TV, 1 episodio (1962)
- Pardon the Expression – serie TV, 36 episodi (1965-1966)
- The Golden Age – serie TV, 1 episodio (1967)
- Agente speciale – serie TV, 1 episodio (1967)
- Turn Out the Lights – serie TV, 6 episodi (1967)
- Dad's Army – serie TV, 80 episodi (1968-1977)
- The Wednesday Play – serie TV, 1 episodio (1968)
- Plays of Today – serie TV, 1 episodio (1969)
- World in Ferment – serie TV, 1 episodio (1969)
- Rogues' Gallery – serie TV, 1 episodio (1969)
- ITV Playhouse – serie TV, 1 episodio (1969)
- She Follows Me About – film TV (1970)
- Jackanory – serie TV, 1 episodio (1970)
- A Cuckoo in the Nest – film TV (1970)
- Rookery Nook – film TV (1970)
- It's Tommy Cooper – serie TV, 1 episodio (1970)
- The Great Inimitable Mr. Dickens, regia di Ned Sherrin – film TV (1970)
- The Last of the Baskets – serie TV, 13 episodi (1971-1972)
- Doctor at Large – serie TV, 5 episodi (1971)
- It's Murder But Is It Art – serie TV, 6 episodi (1972)
- Blue Peter – serie TV, 2 episodi (1973-1974)
- ITV Saturday Night Theatre – serie TV, 1 episodio (1973)
- Armchair 30 – serie TV, 1 episodio (1973)
- David Copperfield – miniserie TV (1974)
- A caccia dell'invisibile (Microbes and Men) – serie TV, 3 episodi (1974)
- Mr. Men – serie TV animata, voce narrante (1974-1978)
- BBC Play of the Month – serie TV, 1 episodio (1975)
- Churchill's People – serie TV, 1 episodio (1975)
- Bill Brand – serie TV, 1 episodio (1976)
- Shades of Greene – serie TV, 1 episodio (1976)
- The Morecambe & Wise Show – serie TV, 1 episodio (1977)
- Philby, Burgess and Maclean, regia di Gordon Flemyng – film TV (1977)
- The Galton & Simpson Playhouse – serie TV, 1 episodio (1977)
- Mi benedica padre (Bless Me Father) – serie TV, 21 episodi (1978-1981)
- Daphne Laureola, regia di Waris Hussein - film TV (1978)
- Potter – serie TV, 13 episodi (1979-1980)
- The Plank – corto TV (1979)
- Comedy Tonight, regia di Michael Mills – film TV (1980)
- A.J. Wentworth, BA – serie TV, 6 episodi (1982)
- Wagner – serie TV, 2 episodi 1983)

## Doppiatori italiani
Nelle versioni in italiano delle opere in cui ha recitato, Arthur Lowe è stato doppiato da:
- Sergio Fiorentini ne Il mistero della signora scomparsa
- Giustino Durano in Mi benedica padre
- Tullio Altamura in Oscar insanguinato